# 37. Kongress der Vereinigten Staaten
Der 37. Kongress der Vereinigten Staaten, bestehend aus dem Repräsentantenhaus und dem Senat, war die Legislative der Vereinigten Staaten. Seine Legislaturperiode dauerte vom 4. März 1861 bis zum 4. März 1863. Alle Abgeordneten des Repräsentantenhauses sowie ein Drittel der Senatoren (Klasse III) waren im Jahr 1860 bei den Kongresswahlen gewählt worden. Dabei ergab sich in beiden Kammern eine Mehrheit für die Republikanische Partei. Der Demokratischen Partei blieb nur die Rolle in der Opposition. Der Kongress tagte in der amerikanischen Bundeshauptstadt Washington, D.C. Präsident war Abraham Lincoln. Am Ende der vorherigen Legislaturperiode bestanden die Vereinigten Staaten aus Sichtweise der Nordstaaten aus 35 Staaten. Allerdings waren zwischen den Kongresswahlen und dem Beginn der Legislaturperiode des 37. Kongresses die Staaten South Carolina, Mississippi, Florida, Alabama, Georgia, Louisiana und Texas aus der Union ausgetreten, was diese aber nicht anerkannte. Zwischen April und Juni 1861 erfolgten die Austritte der Staaten Virginia, Arkansas, North Carolina und Tennessee. Die ausgetretenen Staaten bildeten dann die Konföderierten Staaten. Im April 1861 begann dann der Amerikanische Bürgerkrieg zwischen der Union (Nordstaaten) und der Konföderation (Südstaaten). Der Kongress lehnte die Austritte der Südstaaten rundweg ab. Die meisten der Abgeordneten und Senatoren aus den Südstaaten gaben freiwillig ihre Ämter auf. Andere wurden als Anhänger der sogenannten Rebellen aus dem Kongress ausgeschlossen. Es gab allerdings einige Ausnahmen. Der Staat Louisiana verblieb mit zwei Abgeordneten (Unionisten) bis 1863 im Repräsentantenhaus vertreten. Auch für Virginia galt eine Sonderregelung. Der unionsfreundliche Teil des Staates (später West Virginia) war bis 1863 mit zwei Senatoren und fünf Abgeordneten ebenfalls im Kongress vertreten. Die Sitzverteilung im Repräsentantenhaus basierte auf der Volkszählung von 1850.

## Wichtige Ereignisse
Siehe auch 1861 1862 und 1863
- 4. März 1861: Beginn der Legislaturperiode des 37. Kongresses. Gleichzeitig wird der ebenfalls im November 1860 gewählte Republikaner Abraham Lincoln in sein neues Amt als US-Präsident eingeführt. Er löst den Demokraten James Buchanan ab.
- Die gesamte Legislaturperiode ist von den Ereignissen des Bürgerkriegs überschattet. Außerdem gehen im Westen die Indianerkriege weiter.
- 11. März 1861: In den Südstaaten wird die Verfassung der Konföderierten Staaten verkündet.
- 12. April 1861: Mit dem Angriff auf Fort Sumter durch konföderierte Truppen beginnt der Bürgerkrieg. Für Details siehe Sezessionskrieg.
- 15. Mai 1862: Präsident Lincoln unterschreibt die Gründungsurkunde des United States Bureau of Agriculture, aus dem später das Landwirtschaftsministerium hervorgeht.
- 20. Mai 1862: Das Homestead Act tritt in Kraft.
- 1. Juli 1862: Präsident Lincoln unterschreibt ein Gesetz, das die Grundlage für eine transkontinentale Eisenbahnverbindung schafft.
- 1. Juli 1862: Gründung der Steuerbehörde Bureau of Internal Revenue
- 22. September 1862: Präsident Lincoln verkündet die Emanzipations-Proklamation. Sie tritt am 1. Januar 1863 in Kraft.
- November 1862: Bei den Kongresswahlen erringen die Republikaner die Mehrheit in beiden Kammern.
- 24. Februar 1863: Gründung des Arizona-Territoriums
- 3. März 1863: Gründung des Idaho-Territoriums

## Die wichtigsten Gesetze
In den Sitzungsperioden des 37. Kongresses wurden unter anderem folgende Bundesgesetze verabschiedet (siehe auch: Gesetzgebungsverfahren):
- 5. August 1861: Revenue Act of 1861
- 6. August 1861: Confiscation Act of 1861
- 25. Februar 1862: Legal Tender Act of 1862
- 16. April 1862: Slavery in the District of Columbia abolished
- 15. Mai 1862: An Act to Establish a Department of Agriculture
- 20. Mai 1862: Homestead Act
- 19. Juni 1862: An Act to secure Freedom to all persons within the Territories of the United States,
- 1. Juli 1862: Morrill Anti-Bigamy Act
- 1. Juli 1862: Revenue Act of 1862
- 1. Juli 1862: Pacific Railway Act
- 2. Juli 1862: Morrill Land Grant Colleges Act siehe Morrill-Gesetze
- 17. Juli 1862: Militia Act of 1862
- 25. Februar 1863: National Banking Act
- 2. März 1863: False Claims Act
- 3. März 1863: Enrollment Act
- 3. März 1863: Habeas Corpus Suspension Act 1863
- 3. März 1863: Tenth Circuit Act

## Zusammensetzung nach Parteien

### Senat
- Demokratische Partei: 15
- Republikanische Partei: 31
- Union Party: 3
- Vakant: 21 (Senatoren aus den abgefallenen Südstaaten außer Virginia siehe oben)

Gesamt: 70 Stand am Ende der Legislaturperiode

### Repräsentantenhaus
- Demokratische Partei: 44
- Republikanische Partei: 108
- Union Party: 28
- Verfassungspartei: 2
- Unabhängiger Demokrat: 1
- Vakant: 57 (aus den abgefallen Südstaaten)

Gesamt: 240 Stand am Ende der Legislaturperiode
Außerdem gab es noch sieben nicht stimmberechtigte Kongressdelegierte.

## Amtsträger

### Senat
- Präsident des Senats: Hannibal Hamlin (R)
- Präsident pro tempore: Solomon Foot (R)

### Repräsentantenhaus
- Sprecher des Repräsentantenhauses: Galusha A. Grow (R)

## Senatsmitglieder
Im 37. Kongress vertraten folgende Senatoren ihre jeweiligen Bundesstaaten:
| Alabama - 2. Vakant - 3. Vakant Arkansas - 2. William King Sebastian (D) bis zum 11. Juli 1861, danach blieb der Sitz vakant - 3. Charles B. Mitchel (D) bis zum 11. Juli 1861, danach blieb der Sitz vakant Kalifornien - 1. Milton Latham (D) - 3. James A. McDougall (D) Connecticut - 1. James Dixon (R) - 3. Lafayette S. Foster (R) Delaware - 1. James A. Bayard (D) - 2. Willard Saulsbury (D) Florida - 1. Vakant - 3. Vakant Georgia - 2. Vakant - 3. Vakant Illinois - 2. Stephen A. Douglas (D) bis zum 3. Juni 1861 - Orville Hickman Browning (R) Vom 26. Juni 1861 bis zum 12. Januar 1863 - William Alexander Richardson (D) ab dem 12. Januar 1863 - 3. Lyman Trumbull (R) Indiana - 1. Jesse D. Bright (D) bis zum 5. Februar 1862 - Joseph A. Wright (U= Unionist) 24. Feb. 1862 bis 14. Jan. 1863 - David Turpie (D) ab dem 14. Januar 1863 - 3. Henry Smith Lane (R) Iowa - 2. James W. Grimes (R) - 3. James Harlan (R) Kansas - 2. James Henry Lane (R) ab dem 4. April 1861 - 3. Samuel C. Pomeroy (R) ab dem 4. April 1861 Kentucky - 2. Lazarus W. Powell (D) - 3. John C. Breckinridge (D) bis zum 4. Dezember 1861 - Garrett Davis (U) ab dem 23. Dezember 1861 Louisiana - 2. Vakant - 3. Vakant Maine - 1. Lot M. Morrill (R) - 2. William P. Fessenden (R) Maryland - 1. Anthony Kennedy (U) - 3. James Pearce (D) bis zum 20. Dezember 1862 - Thomas Holliday Hicks (U) ab dem 29. Dezember 1862 Massachusetts - 1. Charles Sumner (R) - 2. Henry Wilson (R) Michigan - 1. Zachariah Chandler (R) - 2. Kinsley S. Bingham (R) bis zum 5. Oktober 1861 - Jacob M. Howard (R) ab dem 17. Januar 1862 Minnesota - 1. Henry Mower Rice (D) - 2. Morton S. Wilkinson (R) | Mississippi - 1. Vakant - 2. Vakant Missouri - 1. Trusten Polk (D) bis zum 10. Januar 1862 - John B. Henderson (U) ab dem 17. Januar 1862 - 3. Waldo P. Johnson (D) vom 17. März 1861 bis zum 10. Januar 1862 - Robert Wilson (U) ab dem 17. Januar 1862 New Hampshire - 2. John P. Hale (R) - 3. Daniel Clark (R) New Jersey - 1. John Renshaw Thomson (D) bis zum 12. September 1862 - Richard Stockton Field (R) zwischen dem 21. November 1862 bis zum 14. Januar 1863 - James Walter Wall (D) ab dem 14. Januar 1863 - 2. John C. Ten Eyck (R) New York - 1. Preston King (R) - 3. Ira Harris (R) North Carolina - 2. Thomas Bragg (D) bis zum 6. März 1861, danach blieb der Sitz vakant - 3. Thomas Lanier Clingman (D) bis zum 28. März 1861, danach blieb der Sitz vakant Ohio - 1. Benjamin Wade (R) - 3. Salmon P. Chase (R) bom 4. Bis zum 7. März 1861 (drei Tage) - John Sherman ab dem 21. März 1861 Oregon - 2. Edward Dickinson Baker (R) bis zum 21. Oktober 1861 - Benjamin Stark (D) Vom 29. Oktober 1861 bis zum 12. September 1862 - Benjamin F. Harding (D) ab dem 12. September 1862 - 3. James W. Nesmith (D) Pennsylvania - 1. Simon Cameron (R) bis zum 4. März 1861 (ein Tag) - David Wilmot (R) ab dem 14. März 1861 - 3. Edgar Cowan (R) Rhode Island - 1. James F. Simmons (R) bis zum 15. August 1862 - Samuel G. Arnold (R) ab dem 1. Dezember 1862 - 2. Henry B. Anthony (R) South Carolina - 2. Vakant - 3. Vakant Tennessee - 1. Andrew Johnson (D) bis zum 4. März 1862, danach blieb der Sitz vakant - 2. Vakant Texas - 1. Louis Wigfall (D) bis zum 23. März 1861, danach blieb der Sitz vakant - 2. John Hemphill (D) bis zum 11. Juli 1861, danach blieb der Sitz vakant Vermont - 1. Solomon Foot (R) - 3. Jacob Collamer (R) Virginia - 1. James Murray Mason (D) bis zum 28. März 1861 - Waitman T. Willey (U) ab dem 9. Juli 1861 - 2. Robert Hunter (D) bis zum 28. März 1861 - John S. Carlile (U) ab dem 9. Juni 1861 Wisconsin - 1. James Rood Doolittle (R) - 3. Timothy Otis Howe (R) |

## Mitglieder des Repräsentantenhauses
Folgende Kongressabgeordnete vertraten im 37. Kongress die Interessen ihrer jeweiligen Bundesstaaten:
| Alabama 7 Wahlbezirke - 1. Vakant - 2. Vakant - 3. Vakant - 4. Vakant - 5. Vakant - 6. Vakant - 7. Vakant Arkansas 2 Wahlbezirke - 1. Vakant - 2. Vakant Kalifornien 3 Wahlbezirke (alle staatsweit gewählt) - 1. Frederick Low (R) ab dem 3. Juni 1862 - 2. Timothy Guy Phelps (R) - 3. Aaron Augustus Sargent (R) Connecticut 4 Wahlbezirke - 1. Dwight Loomis (R) - 2. James E. English (D) - 3. Alfred A. Burnham (R) - 4. George C. Woodruff (D) Delaware Staatsweite Wahl - George P. Fisher (U) Florida Staatsweit Vakant Georgia 8 Wahlbezirke - 1. Vakant - 2. Vakant - 3. Vakant - 4. Vakant - 5. Vakant - 6. Vakant - 7. Vakant - 8. Vakant Illinois 9 Wahlbezirke - 1. Elihu B. Washburne (R) - 2. Isaac N. Arnold (R) - 3. Owen Lovejoy (R) - 4. William Kellogg (R) - 5. William Alexander Richardson (D) bis zum 29. Januar 1863, danach blieb der Sitz vakant - 6. John Alexander McClernand (D) bis zum 28. Oktober 1861 - Anthony L. Knapp (D) ab dem 12. Dezember 1861 - 7. James Carroll Robinson (D) - 8. Philip B. Fouke (D) - 9. John A. Logan (D) bis zum 2. April 1862 - William J. Allen (D) ab dem 2. Juni 1862 Indiana 11 Wahlbezirke - 1. John Law (D) - 2. James A. Cravens (D) - 3. William McKee Dunn (R) - 4. William S. Holman (D) - 5. George Washington Julian (R) - 6. Albert Porter (R) - 7. Daniel W. Voorhees (D) - 8. Albert Smith White (R) - 9. Schuyler Colfax (R) - 10. William Mitchell (R) - 11. John P. C. Shanks (R) Iowa 2 Wahlbezirke - 1. Samuel Ryan Curtis (R) bis zum 4. August 1861 - James F. Wilson (R) ab dem 8. Oktober 1861 - 2. William Vandever (R) Kansas Staatsweite Wahl - Martin F. Conway (R) Kentucky 10 Wahlbezirke - 1. Henry Cornelius Burnett (D) bis zum 3. Dezember 1861 - Samuel L. Casey (U)n ab dem 10. März 1862 - 2. James Streshly Jackson (U) bis zum 13. Dezember 1861 - George Helm Yeaman (U) ab dem 1. Dezember 1862 - 3. Henry Grider (U) - 4. Aaron Harding (U) - 5. Charles A. Wickliffe (U) - 6. George W. Dunlap (U) - 7. Robert Mallory (U) - 8. John J. Crittenden (U) - 9. William H. Wadsworth (U) - 10. John W. Menzies (U) Louisiana 4 Wahlbezirke - 1. Benjamin Flanders (U) ab dem 3. Dezember 1862 (Besatzungsgebiet der Union des Staates) - 2. George Michael Hahn (U) ab dem 3. Dezember 1862 (Besatzungsgebiet der Union des Staates) - 3. Vakant - 4. Vakant Maine 6 Wahlbezirke - 1. John Noble Goodwin (R) - 2. Charles W. Walton (R) bis zum 26. Mai 1862 - Thomas Fessenden (R) ab dem 1. Dezember 1862 - 3. Samuel C. Fessenden (R) - 4. Anson Morrill (R) - 5. John H. Rice (R) - 6. Frederick A. Pike (R) Maryland 6 Wahlbezirke. - 1. John W. Crisfield (U) - 2. Edwin Hanson Webster (U) - 3. Cornelius Leary (U) - 4. Henry May (U) - 5. Francis Thomas (U) - 6. Charles Benedict Calvert (U) Massachusetts 11 Wahlbezirke - 1. Thomas D. Eliot (R) - 2. James Buffinton (R) - 3. Charles Francis Adams, Sr. (R) bis zum 1. Mai 1861 - Benjamin Thomas (U) ab dem 11. Juni 1861 - 4. Alexander H. Rice (R) - 5. William Appleton (CU= Constitutional Union Party) bis zum 27. September 1861 - Samuel Hooper (R) ab dem 2. Dezember 1861 - 6. John B. Alley (R) - 7. Daniel W. Gooch (R) - 8. Charles R. Train (R) - 9. Goldsmith Bailey (R) bis zum 8. Mai 1862 - Amasa Walker (R) ab dem 1. Dezember 1862 - 10. Charles Delano (R) - 11. Henry L. Dawes (R) Michigan 4 Wahlbezirke - 1. Bradley F. Granger (R) - 2. Fernando C. Beaman (R) - 3. Francis William Kellogg (R) - 4. Rowland E. Trowbridge (R) Minnesota Staatsweite Wahlen - Cyrus Aldrich (R) - William Windom (R) Mississippi 5 Wahlbezirke - 1. Vakant - 2. Vakant - 3. Vakant - 4. Vakant - 5. Vakant Missouri 7 Wahlbezirke - 1. Francis Blair bis Juli 1862, danach blieb der Sitz vakant - 2. James S. Rollins (CU) - 3. John Bullock Clark (D) bis zum 13. Juli 1861 - William Augustus Hall (D) ab dem 20. Januar 1862 - 4. Elijah Hise Norton (D) - 5. John William Reid (D) bis zum 3. August 1861 - Thomas Lawson Price (D) ab dem 21. Januar 1862 - 6. John S. Phelps (D) - 7. John William Noell (D) New Hampshire 3 Wahlbezirke - 1. Gilman Marston (R) - 2. Edward H. Rollins (R) - 3. Thomas M. Edwards (R) New Jersey 5 Wahlbezirke - 1. John T. Nixon (R) - 2. John L. N. Stratton (R) - 3. William G. Steele (D) - 4. George T. Cobb (D) - 5. Nehemiah Perry (D) | New York 33 Wahlbezirke. - 1. Edward H. Smith (D) - 2. Moses F. Odell (D) - 3. Benjamin Wood (D) - 4. James Kerrigan (unabhängiger Demokrat) - 5. William Wall (R) - 6. Frederick A. Conkling (R) - 7. Elijah Ward (D) - 8. Isaac C. Delaplaine (D) - 9. Edward Haight (D) - 10. Charles Van Wyck (R) - 11. John B. Steele (D) - 12. Stephen Baker (R) - 13. Abram B. Olin (R) - 14. Erastus Corning (D) - 15. James B. McKean (R) - 16. William A. Wheeler (R) - 17. Socrates N. Sherman (R) - 18. Chauncey Vibbard (D) - 19. Richard Franchot (R) - 20. Roscoe Conkling (R) - 21. R. Holland Duell (R) - 22. William E. Lansing (R) - 23. Ambrose W. Clark (R) - 24. Charles B. Sedgwick (R) - 25. Theodore Medad Pomeroy (R) - 26. Jacob P. Chamberlain (R) - 27. Alexander S. Diven (R) - 28. Robert B. Van Valkenburgh (R) - 29. Alfred Ely (R) - 30. Augustus Frank (R) - 31. Burt Van Horn (R) - 32. Elbridge G. Spaulding (R) - 33. Reuben Fenton (R) North Carolina 8 Wahlbezirke - 1. Vakant - 2. Vakant - 3. Vakant - 4. Vakant - 5. Vakant - 6. Vakant - 7. Vakant - 8. Vakant Ohio 21 Wahlbezirke - 1. George H. Pendleton (D) - 2. John A. Gurley (R) - 3. Clement Vallandigham (D) - 4. William Allen (D) - 5. James Mitchell Ashley (R) - 6. Chilton A. White (D) - 7. Thomas Corwin (R) bis zum 12. März 1861 - Richard A. Harrison (U) ab dem 4. Juli 1861 - 8. Samuel Shellabarger (R) - 9. Warren P. Noble (D) - 10. Carey A. Trimble (R) - 11. Valentine B. Horton (R) - 12. Samuel S. Cox (D) - 13. John Sherman (R) bis zum 21. März 1861 - Samuel T. Worcester (R) ab dem 4. Juli 1861 - 14. Harrison G. O. Blake (R) - 15. Robert H. Nugen (D) - 16. William P. Cutler (R) - 17. James R. Morris (D) - 18. Sidney Edgerton (R) - 19. Albert G. Riddle (R) - 20. John Hutchins (R) - 21. John Bingham (R) Oregon Staatsweite Wahl - Andrew J. Thayer (D) bis zum 30. Juli 1861 - George K. Shiel (D) ab dem 30. Juli 1861 Pennsylvania 25 Wahlbezirke - 1. William Eckart Lehman (D) - 2. Edward Joy Morris (R) bis zum 8. Juni 1861 - Charles John Biddle (D) ab dem 2. Juli 1861 - 3. John Paul Verree (R) - 4. William D. Kelley (R) - 5. William Morris Davis (R) - 6. John Hickman (R) - 7. Thomas Buchecker Cooper (D) bis zum 4. April 1862 - John Dodson Stiles (D) ab dem 3. Juni 1862 - 8. Sydenham Elnathan Ancona (D) - 9. Thaddeus Stevens (R) - 10. John Weinland Killinger (R) - 11. James Hepburn Campbell (R) - 12. George W. Scranton (R) bis zum 24. März 1861 - Hendrick Bradley Wright (D) ab dem 4. Juli 1861 - 13. Philip Johnson (D) - 14. Galusha A. Grow (R) - 15. James Tracy Hale (R) - 16. Joseph Bailey (D) - 17. Edward McPherson (R) - 18. Samuel Steel Blair (R) - 19. John Covode (R) - 20. Jesse Lazear (D) - 21. James K. Moorhead (R) - 22. Robert McKnight (R) - 23. John Winfield Wallace (R) - 24. John Patton (R) - 25. Elijah Babbitt (R) Rhode Island 2 Wahlbezirke - 1. William Paine Sheffield (U) - 2. George H. Browne (U) South Carolina 6 Wahlbezirke - 1. Vakant - 2. Vakant - 3. Vakant - 4. Vakant - 5. Vakant - 6. Vakant Tennessee 10 Wahlbezirke - 1. Vakant - 2. Horace Maynard (U) - 3. George Washington Bridges (U) ab dem 25. Februar 186 - 4. Andrew Jackson Clements (U) - 5. Vakant - 6. Vakant - 7. Vakant - 8. Vakant - 9. Vakant - 10. Vakant Texas 2 Wahlbezirke - 1. Vakant - 2. Vakant Vermont 3 Wahlbezirke - 1. Eliakim Persons Walton (R) - 2. Justin Smith Morrill (R) - 3. Portus Baxter (R) Virginia 13 Wahlbezirke - 1. Joseph Segar (U) ab dem 6. Mai 1862 - 2. Vakant - 3. Vakant - 4. Vakant - 5. Vakant - 6. Vakant - 7. Charles H. Upton (U) Vom 4. Juli 1861 bis zum 27. Februar 1862 - Lewis McKenzie (U) ab dem 16. Februar 1863 - 8. Vakant - 9. Vakant - 10. William Brown (U) - 11. John S. Carlile (U) bis zum 9. Juli 1861 - Jacob B. Blair (U) ab dem 2. Dezember 1861 - 12. Kellian Whaley (U) - 13. Vakant Wisconsin 3 Wahlbezirke - 1. John F. Potter (R) - 2. Luther Hanchett (R) bis zum 24. November 1862 - Walter D. McIndoe (R) ab dem 26. Januar 1863 - 3. A. Scott Sloan (R) |

Nicht stimmberechtigte Mitglieder im Repräsentantenhaus:
- Colorado-Territorium: Hiram Pitt Bennet (R) ab dem 19. August 1861
- Dakota-Territorium: John Todd ab dem 9. Dezember 1861
- Nebraska-Territorium: Samuel Gordon Daily (R)
- Nevada-Territorium: John Cradlebaugh
- New-Mexico-Territorium: John Sebrie Watts (R)
- Utah-Territorium: John Milton Bernhisel
- Washington-Territorium: William Henson Wallace (R)